# Janitos Versicherung
Die Janitos Versicherung AG ist ein deutsches Versicherungsunternehmen mit Sitz in Heidelberg und hundertprozentiges Tochterunternehmen der Gothaer Allgemeine Versicherung AG mit Sitz in Köln. Das auf die Sachsparten spezialisierte Unternehmen verwaltet rund 740.000 Versicherungsverträge und gehört mit einem Jahresumsatz von etwa 140 Millionen Euro (2023) zu den kleineren deutschen Versicherungsunternehmen.
Als Maklerversicherer vertreibt das Unternehmen seine Produkte über unabhängige Versicherungsvermittler in Deutschland und Österreich.

## Firmengeschichte
Die Janitos Versicherung wurde im Jahr 2000 als MLP Versicherung AG gegründet. Als sich die MLP AG 2005 von ihrem Versicherungsgeschäft trennte, ging das Unternehmen an die Gothaer Allgemeine Versicherung AG über. Die Umbenennung in Janitos Versicherung AG erfolgte Ende 2005.

## Angebot
Das Angebot auf dem deutschen Markt umfasst die Absicherung der Sachsparten und die Absicherung der Bereiche Gesundheit und Vermögen. Dazu gehören Kfz-, Hausrat-, Wohngebäude-, Privathaftpflicht-, Tierhalterhaftpflicht-, Berufshaftpflicht- für Mediziner, Fahrrad-, Unfall-, und Krankenzusatzversicherungen (Stationär und Zahn) kalkuliert nach Art der Schadenversicherung.
Zum Angebot gehört außerdem die Multi-Rente, die gegen die finanziellen Folgen von Krankheit und Unfall schützen soll und damit eine Alternative und Ergänzung zur Berufsunfähigkeitsversicherung darstellt.
In Österreich wird ausschließlich die Unfallversicherung und Multi-Rente für Erwachsene und Kinder angeboten.